# Diplogrammus
Pour les articles homonymes, voir Dragonnet.
Genre
Diplogrammus est un genre de poissons d'eau de mer de la famille des Callionymidae, aussi appelés  dragonnets.

## Liste des espèces
Selon World Register of Marine Species (9 octobre 2015) et FishBase (9 octobre 2015) :
- Diplogrammus goramensis (Bleeker, 1858)
- Diplogrammus gruveli Smith, 1963
- Diplogrammus infulatus Smith, 1963
- Diplogrammus pauciradiatus (Gill, 1865)
- Diplogrammus paucispinis Fricke & Bogorodsky, 2014 (pas encore reconnu par FishBase)
- Diplogrammus pygmaeus Fricke, 1981
- Diplogrammus randalli Fricke, 1983
- Diplogrammus xenicus (Jordan & Thompson, 1914)

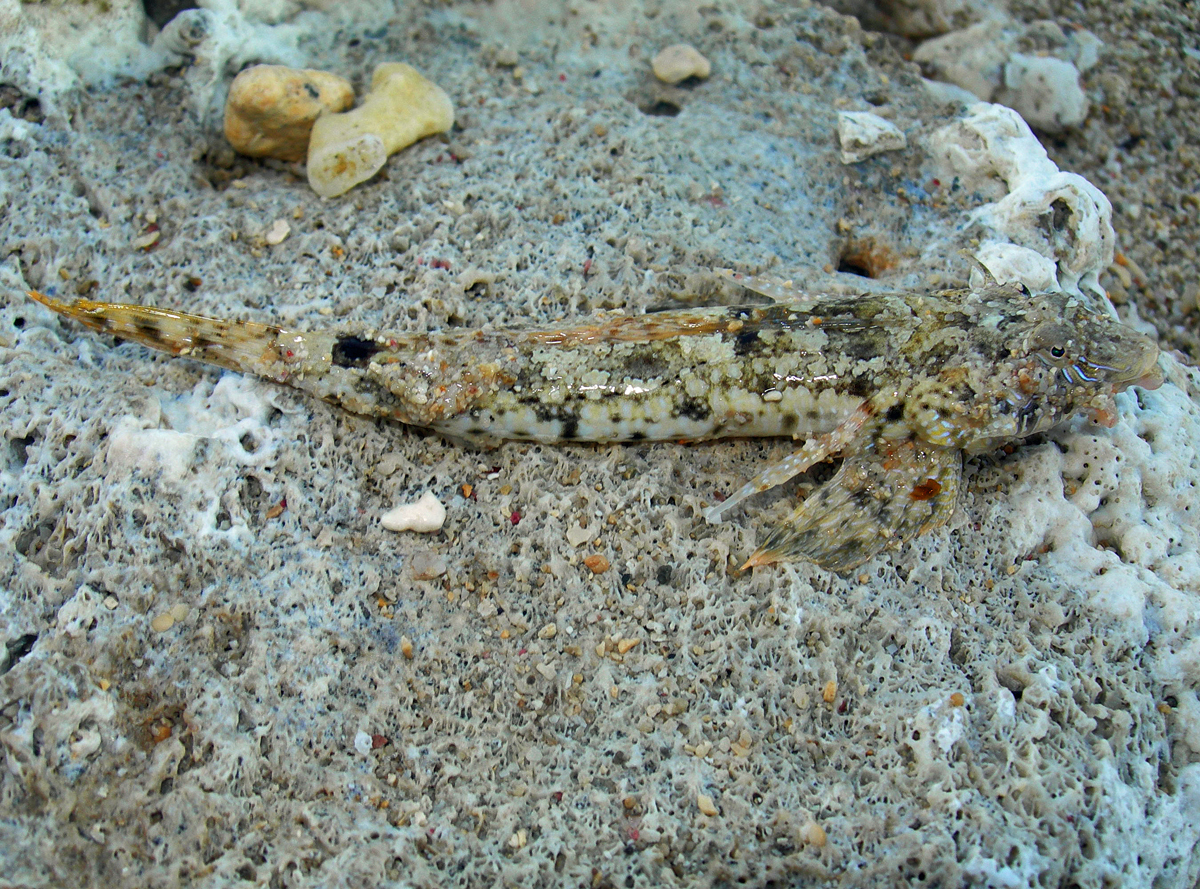
Diplogrammus infulatus
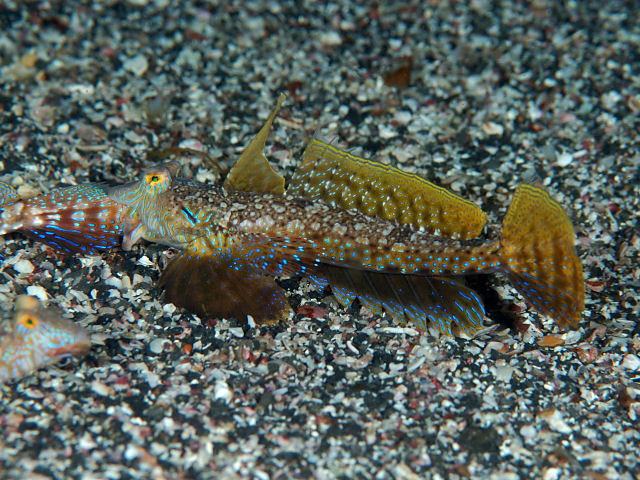
Diplogrammus xenicus